# Jozef Volokolamsk-klooster
Het Jozef Volokolamsk-klooster (Russisch: Иосифо-Волоколамский монастырь) is een Russisch-orthodox klooster voor monniken, zeventien kilometer ten noordoosten van de stad Volokolamsk in de Oblast Moskou. In de 15e en 16e eeuw wedijverde het klooster met het Drie-eenheidsklooster in Sergiev Posad wat betreft gezag en welstand. Het klooster werd vaak aangeduid als lavra, maar er bestaan geen officiële bevestigingen van deze status.

## Geschiedenis
Het klooster werd in 1479 gesticht door Jozef van Volokolamsk (*1439 - † 1515), een prominente ideoloog van de Russisch-orthodoxe Kerk. Oorspronkelijk stond het klooster onder jurisdictie van de aartsbisschop van Novgorod, maar een geschil met de plaatselijke prins leidde ertoe dat Jozef een verzoek richtte tot grootvorst Vasili III en de metropoliet om het klooster onder direct gezag te plaatsen. Het gevolg was een conflict tussen Jozef, de grootvorst en de metropoliet enerzijds en de aartsbisschop van Novgorod anderzijds, want een kerkelijke wet schreef voor dat het gezag over een klooster niet zonder toestemming van een bisschop zelf kon worden ontnomen. De grootvorst en de metropoliet riep op tot een vergadering van de Kerk die werd voorgezeten door de broer van Jozef, de bisschop van Rostov. Dit leidde tot afzetting van de aartsbisschop van Novgorod en diens opsluiting in het Troitse-Sergieva Lavra waar hij in 1516 stierf.
De daaropvolgende decennia ontwikkelde het klooster zich tot een centrum van zijn volgelingen en speelde het een sleutelrol in het politieke en kerkelijke leven van het 16e-eeuwse Rusland. Het klooster werd ook een bolwerk tegen ketterij en lieden die zich verzetten tegen kerkelijk landbezit. Andersdenkenden werden in de gewelven van het klooster gevangengezet, waaronder Maximus de Griek, die er 14 jaar vastzat en veel andere prominente Russen.
Rond 1560 was het klooster de grootste landeigenaar in Rusland met enorme stukken vruchtbaar land in haar bezit. Op deze landerijen werden verschillende priorijen gesticht die afhankelijk waren van het klooster. Binnen de muren van het klooster lagen drie met zoet water gevulde vijvers. Na de bouw van een stenen Ontslapeniskathedraal in 1486, kreeg de belangrijke iconenschilder Dionisius opdracht om de kerk te voorzien van fresco's. Een enorme, negen verdiepingen tellende klokkentoren werd rond 1490 gebouwd, in die tijd het hoogste gebouw in Rusland.
Gedurende de Tijd der Troebelen was het klooster actief betrokken bij hulp aan tsaar Vasili in zijn strijd tegen de rebellen van Ivan Bolotnikov. Het klooster weerstond een Poolse belegering in 1611.

### Reconstructie
Aan het einde van de 17e eeuw werd het klooster verbouwd in de modieuze Narysjkin-stijl. Een nieuwe stenen ommuring, met negen torens, werd voltooid in 1688. In 1679 werd een nieuwe, met gouden koepels bekroonde Petrus en Pauluskerk over de poort gebouwd. De Driekoningenkerk met een gelijkend ontwerp werd in 1682 toegevoegd aan het refectorium, dat dateert uit 1504 en het oudste gebouw is van het kloostercomplex. Tussen 1688-1696 verving een nieuwe Ontslapeniskathedraal de oude. Het interieur van de nieuwe kathedraal werd met gekleurde tegels gedecoreerd en voorzien van een prachtig gesneden iconostase.

### Sovjetperiode
Na de oktoberrevolutie werd in 1922 het monastieke leven afgeschaft. Er werd een weeshuis ondergebracht en de kathedraal diende als een bioscoop met een filmscherm in plaats van de iconostase. Vervolgens werd het klooster een museum. De autoriteiten vernietigden de klokken en namen de waardevolle iconen mee naar Moskou. De rijke collectie van handgeschreven boeken en oude manuscripten verdwenen in musea van Sint-Petersburg en Moskou. Tijdens de Tweede Wereldoorlog beschadigden Duitse troepen het klooster en bliezen de beroemde klokkentoren op. Alhoewel de kerken later werden gerestaureerd blijft de klokkentoren een enorm verlies van het kloostercomplex.

## Kerken
- Kathedraal van de Ontslapenis van de Moeder Gods (bouwjaar 1688-1696; heropend in 1990)
- Kerk van Theofanie (bouwjaar 1682; heropend in 1990)
- Kerk van de Moeder Gods Pokrof (bouwjaar 1510; vernietigd in 1941; onderste muren zijn nog aanwezig)
- Poortkerk van de heilige Petrus en Paulus (bouwjaar 1679; heropend in 1989)

## Afbeeldingen

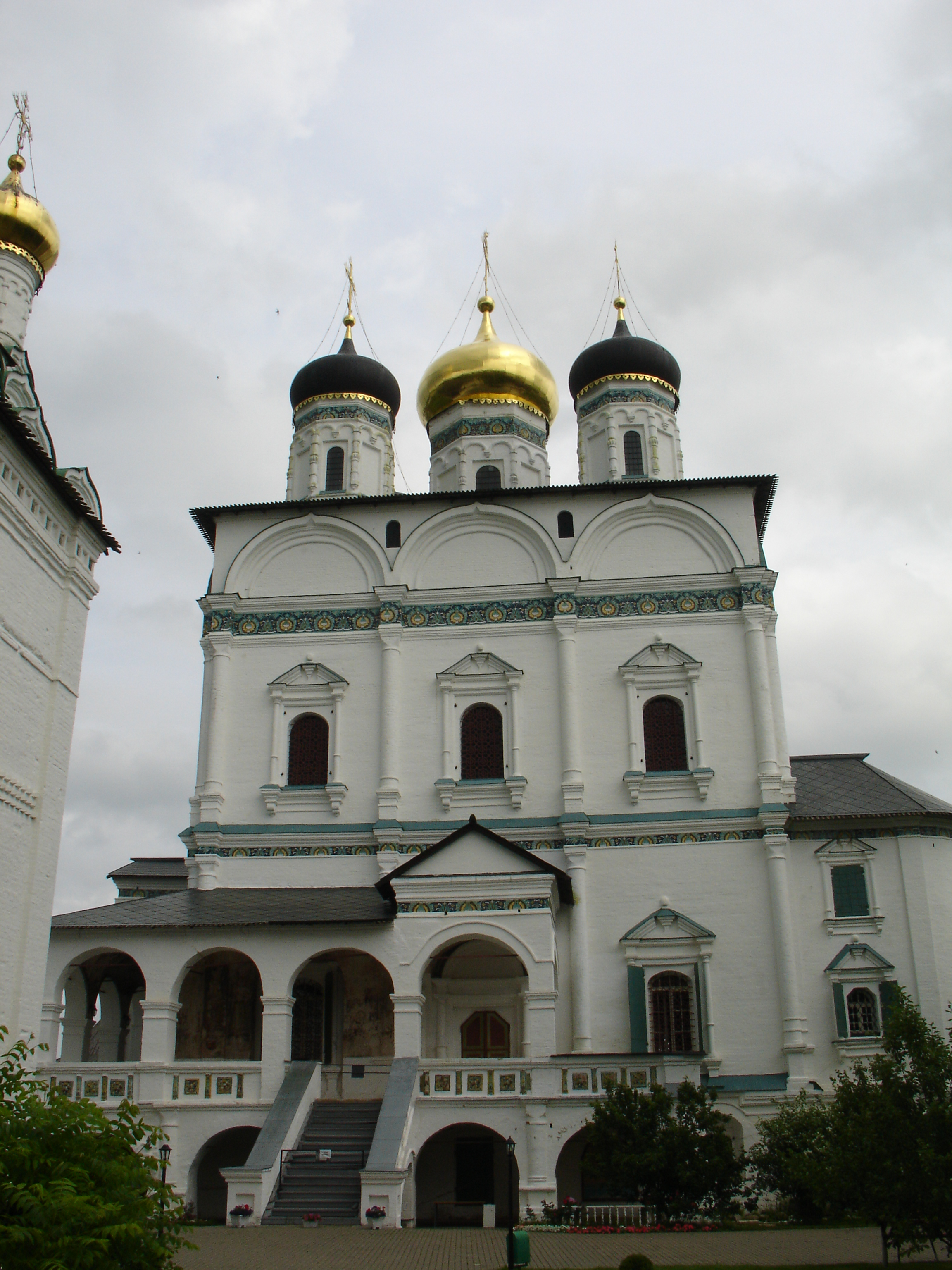
Ontslapeniskathedraal
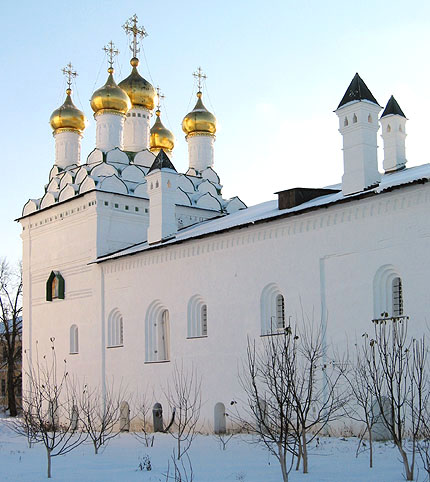
Driekoningenkerk
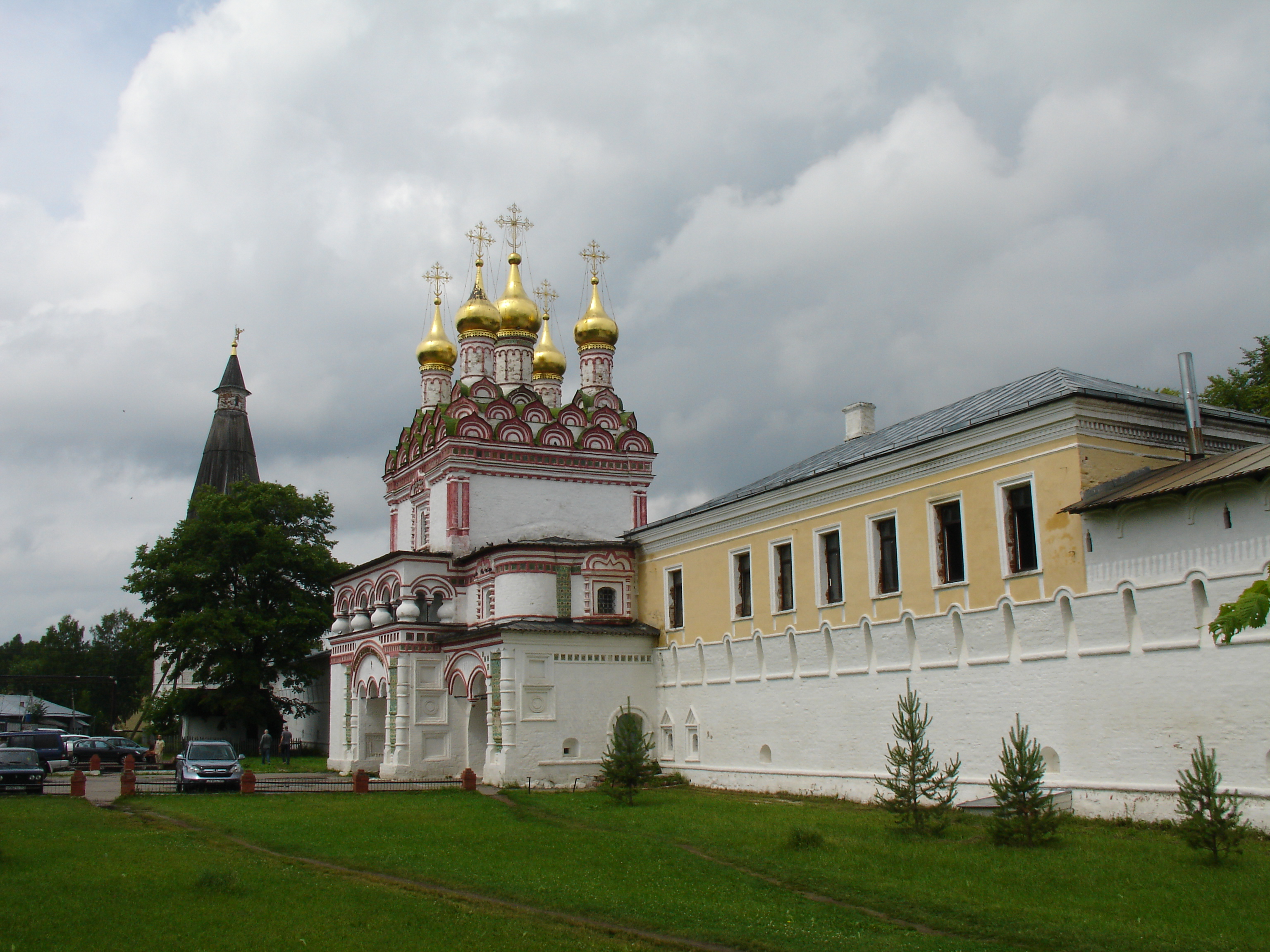
Petrus en Pauluskerk
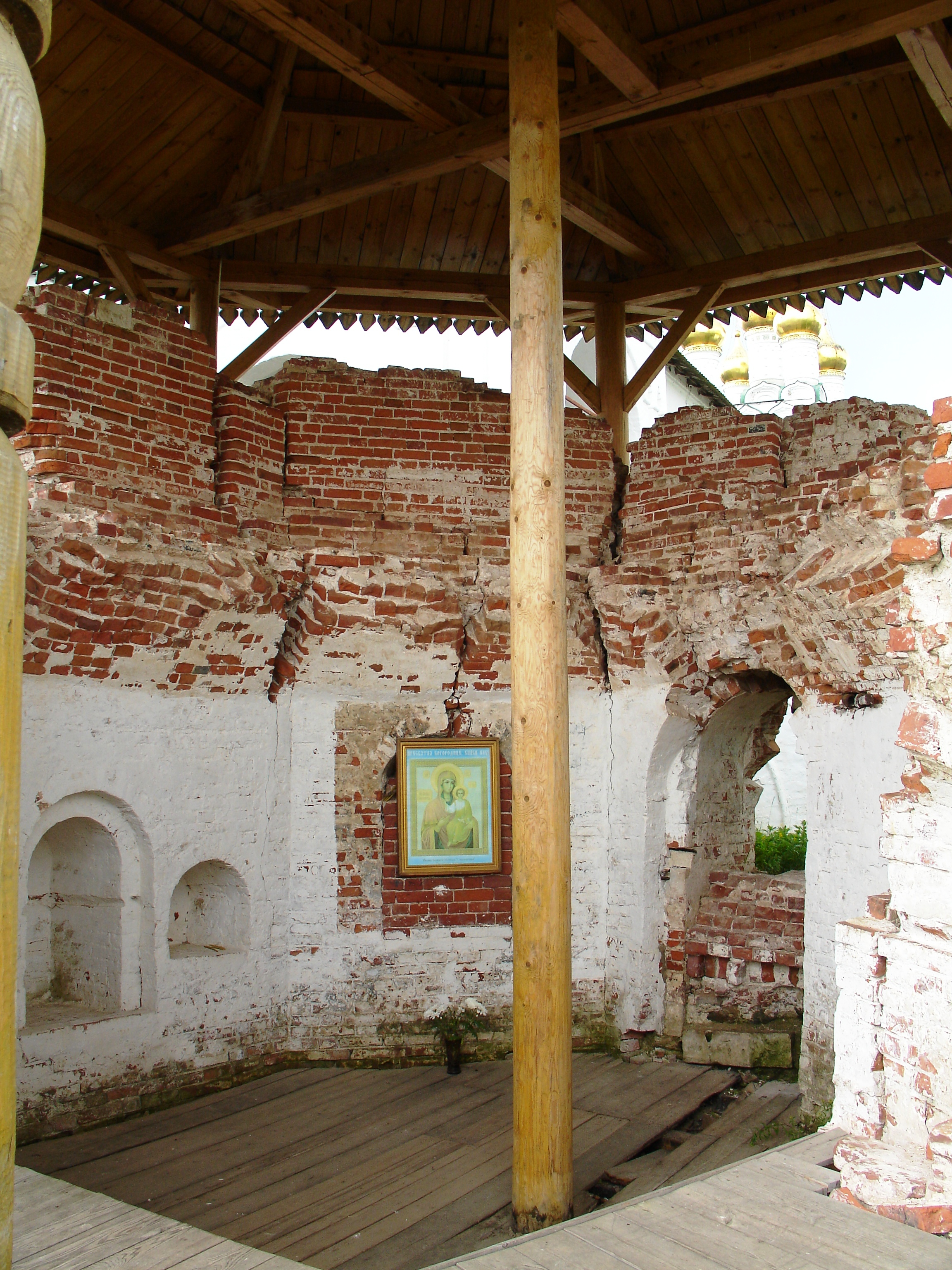
Kerk van de Moeder Gods Beschermvrouwe
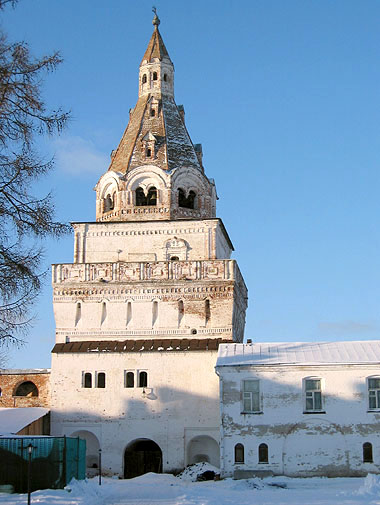
17e-eeuwse toren